# Triphosa taochata
Triphosa taochata är en fjärilsart som beskrevs av Lederer 1869. Triphosa taochata ingår i släktet Triphosa och familjen mätare. Inga underarter finns listade i Catalogue of Life.